# Jeannetia
Jeannetia is een geslacht van uitgestorven zee-egels uit de familie Stomechinidae.

## Soorten
- Jeannetia mortenseni Mercier, 1937 † Onder-Jura (Pliensbachien), Frankrijk.